# A76 (Groot-Brittannië)
De A76 is een 90,3 km lange hoofdverkeersweg in Schotland.
De weg verbindt Kilmarnock met Dumfries.

## Hoofbestemmingen
- Cumnock
- Dumfries